# Pierluigi Cerri
Pierluigi Cerri (Orta San Giulio, 1939), es un arquitecto y diseñador italiano.

## Biografía
Graduado en el Politecnico di Milano, en 1974 funda con Vittorio Gregotti, Pierluigi Nicolin, Hiromichi Matsui y Bruno Viganò el estudio Gregotti Associati srl, en este ámbito se desempeñó por años como el "alma gráfica".
En 1976 tuvo a cargo la imagen de la Bienal de Venecia. Sucesivamente colaboró con varias revistas y editoriales: Casabella, Rassegna di architettura e urbanistica, etc. También trabajó para numerosas exposiciones: Neue Nationalgalerie de Berlín (1983), Lingotto de Turín (1984), Centro Georges Pompidou de París, Museo de Ciencias de Londres, Accademia di Brera y Trienal de Milán, Palazzo Grassi de Venecia.
Con Gregotti Associati ha triunfado en importantes concursos de arquitectura: el Centro Cultural de Belém en Lisboa, la recuperación y transformación del área Pirelli en la Bicocca de Milán, el proyecto del área para la Expo 92 de Sevilla. 
En 1998 se separa del Studio Gregotti y se asocia con Alessandro Colombo para fundar el estudio Cerri & Associati, el mismo tiene a su cargo proyectos de diseño y de arquitectura naval. Este estudio le ha dado vida a proyectos de cruceros: Costa Magica, Costa Victoria, Costa Romantica. Con el "Naòs System" de Unifor, el estudio ganó el Premio Compasso d'Oro en 2001.
Cerri es miembro de la Alliance Graphique Internationale, una asociación que agrupa a los más famosos gráficos, diseñadores e ilustradores mundiales.